# 中華民國財務會計準則
中華民國財務會計準則由中華民國會計研究發展基金會制定與修訂，目前己出版之《財務會計準則公報》共有41號，但其中第4、21，26，27等四號準則公報已終止適用。

## 公報列表
- 第一號：財務會計觀念架構及財務報表之編製
- 第二號：租賃會計處理準則（2000年11月23日修訂）
- 第三號：利息資本化會計處理準則（2001年1月11日修訂）
- 第四號：（取消）
- 第五號：採權益法之長期股權投資會計處理準則（2005年12月22日修訂）
- 第六號：關係人交易之揭露（1985年6月15日發布）
- 第七號：合併財務報表（2006年11月30日修訂）
- 第八號：會計變動及前期損益調整之處理準則（2006年7月20日修訂）
- 第九號：或有事項及期後事項之處理準則（1986年9月15日發布）
- 第十號：存貨之評價與表達（1987年5月20日發布）
- 第十一號：長期工程合約之會計處理準則（1987年7月20日發布）
- 第十二號：所得稅抵減之會計處理準則（90.11.08修訂）
- 第十三號：財務困難債務整理之會計處理準則（77.06.01發布）
- 第十四號：外幣換算之會計處理準則（94.09.22修訂）
- 第十五號：會計政策之揭露（94.09.22修訂）
- 第十六號：財務預測編製要點（78.12.28發布）
- 第十七號：現金流量表（94.09.22修訂）
- 第十八號：退休金會計處理準則（94.09.22修訂）
- 第十九號：創業期間之會計處理準則（91.03.21修訂）
- 第二十號：部門別財務資訊之揭露（81.06.25發布）
- 第二十一號：轉換公司債之會計處理準則（2006年1月1日起刪除，改依第三十四號公報處理）
- 第二十二號：所得稅之會計處理準則（94.09.22修訂）
- 第二十三號：期中財務報表之表達及揭露（88.07.29修訂）
- 第二十四號：每股盈餘（90.11.01修訂）
- 第二十五號：企業合併－購買法之會計處理（95.11.30修訂）
- 第二十六號：附認股權公司債會計處理準則（2006年1月1日起刪除，改依第三十四號公報處理）
- 第二十七號：金融商品之揭露（2006年1月1日起刪除，改依第三十六號公報處理）
- 第二十八號：銀行財務報表之揭露（94.09.22修訂）
- 第二十九號：政府輔助之會計處理準則（88.06.24發布）
- 第三十號：庫藏股票會計處理準則（95.06.22修訂）
- 第三十一號：合資投資之會計處理準則（94.09.22修訂）
- 第三十二號：收入認列之會計處理準則（94.09.22修訂）
- 第三十三號：金融資產之移轉及負債消滅之會計處理（92.05.22發布）
- 第三十四號：金融商品之會計處理準則（94.09.22修訂）
- 第三十五號：資產減損之會計處理準則（95.11.30修訂）
- 第三十六號：金融商品之表達與揭露（94.06.23發布）
- 第三十七號：無形資產之會計處理準則（95.07.20發布）
- 第三十八號：待出售非流動資產及停業單位之會計處理準則（95.11.30發布）
- 第三十九號：股份基礎給付之會計處理準則
- 第四十號：保險合約之會計處理準則
- 第四十一號：營運部門資訊之揭露

## 外部連結
- （繁體中文）中華民國財務會計及審計準則列表及全文 （页面存档备份，存于） 中華民國會計研究發展基金會
- （繁體中文）商業會計法 （页面存档备份，存于） 全國法規資料庫
- （繁體中文）商業會計處理準則 （页面存档备份，存于） 全國法規資料庫